# Генрих I (ландграф Гессена)
Генрих I Дитя (нем. Heinrich I das Kind; 24 июня 1244 — 21 декабря 1308, Марбург) — первый ландграф гессенский с 1275 года (де-факто с 1264), родоначальник Гессенского дома, ветви Брабантского дома. Сын Генриха II Брабантского и Софии, дочери Людвига IV, ландграфа Тюрингского.

## Детство

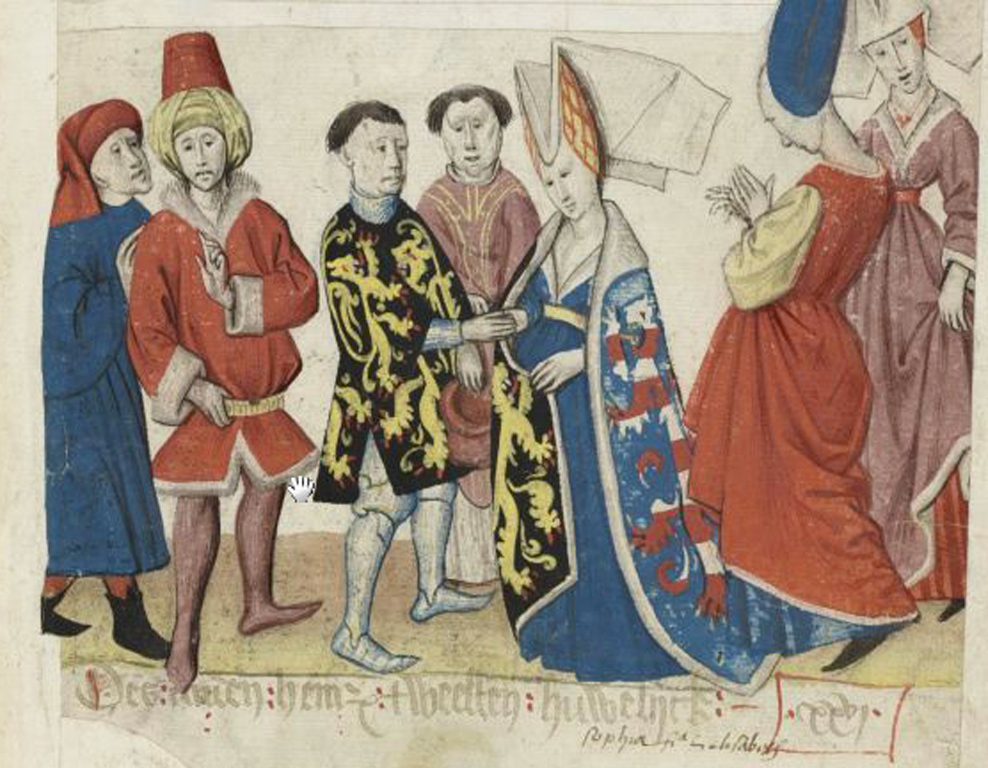
Генрих II Брабантский и София Тюрингская на миниатюре в рукописи «Брабантcкие деяния» Яна ван Бундале (1279/1280-1348/1350)

Генрих I Дитя родился 24 июня 1244 года в семье Генриха II, герцога Брабанта и Софии, дочери Людвига IV, ландграфа Тюрингии и Елизаветы Венгерской. Ещё в 1227 году, дядя Софии — Генрих Распе захватил Тюрингию и пфальцграфство Саксонию изгнав оттуда брата Софии Германа II и мать Елизавету. Но, пытаясь отнять корону Священной Римской империи у императора Фридриха II, в 1247 году Генрих Распе заболел и умер. Последний Людовинг антикороль Генрих Распе не имел детей. Претензии на наследство заявили: мать Генрих I Дитя — София Тюрингская, её двоюродный брат (сын Ютты Тюрингской) Генрих III Светлейший, маркграф Мейсена и Нидерлаузица. А архиепископ Майнцский Зигфрид III фон Эппштейн требовал вернуть как вымороченное имущество те многочисленные земли в Тюрингии и Гессене которыми управлял Генрих Распе и предыдущие ландграфы. Началась война за тюрингское наследство. София Тюрингская и её муж вступили в интересах Генриха I Дитя в борьбу за наследство с маркграфом Мейсена Генрихом III. Войска Генриха II Брабантского в мае 1247 года вошли в Гессен, но 1 февраля 1248 года он умер. Брабант получил старший сын Генриха II и пасынок Софии — Генрих III Брабанский.

Ланграфство Тюрингия (голубое) на карте Священной Римской империи 1250 год

В 1249 года София и Генрих III заключили договор в Вайсензее. К этому моменту София контролировала Гессен, а также Эйзенах и Вартбург, за неё выступала тюрингская знать. Генрих III контролировал Эккартсберге и Вайсензее, его поддерживало простое дворянство. По договору Генрих III Светлейший на 10 лет (до совершеннолетия Генриха Дитя) признавался ландграфом Тюрингии, София передала кузену Вартбург и Гессен. София именовавшая себя ландграфиней или «хозяйкой Тюрингии, госпожой Гессенской, овдовевшей герцогиней Брабантской» вместе с Генрих III Светлейшии стали вместе бороться против претензий архиепископов Майнцских. Но в 1254 году союз Софии и Генрих III Светлейший закончился. 16 мая маркграф Мейсена заключил договор с архиепископом Майнца Герхардом, по которому за 1000 марок серебра Генрих III Светлейший получал те земли Людовингов, что были на территории Тюрингии. А вопрос о судьбе гессенских владений, на которые претендовали архиепископы откладывался до 24 июня 1256 года, когда Генрих I Дитя станет совершеннолетним. Это решение не устроило Софию и она вступила в союз с герцогом Брауншвейг-Люнебурга Альбрехтом I Великим, выдав за него свою дочь Елизавету Брабантскую. Война за тюрингское наследство возобновилась. В результате боевых действий Гессен и Тюрингия были сильно опустошены, в 1261 году Генрих III Светлейшний захватил город Эйзенах. 4 мая 1261 года архиепископ Майнца Вернер фон Эппштейн наложил интердикт на Софию и Генриха Дитя. Но благодаря поддержке Готфрида V графа Цигенхайн и Герхарда Вильденбургского Софии и Генриху удалось добиться снятия интердикта и 10 сентября 1263 года заключить Лангсдорфский мир. Заплатив 2000 марок серебра София и Генрих в качестве лена (с правом передать потомству) получали от майнской церкви замок Вильдунген, бейливики Хасунгена и Брейтенау, города и замки Грюнберг, Франкенберг и Мельзунген, тюрингские судебные округа Бержерн (Bergeren) и Аспе, замок и город Тамсбрюк. Фогтство Веттера с Бургхольцем признавалось совместным владением. В 1263 году Альбрехт I Великий был захвачен в плен Альбертом и Дитрихом Мейссенскими, это привело к тому, что в 1264 году был подписан мир завершивший за тюрингское наследство. Генрих Дитя получил Гессен с титулом ландграфа четыре города в Тюрингии включая города в долине Верра: Аллендорф и Витценхаузен. Генрих отказался от Тюрингии, обещал не именовать себя «Генрих Тюрингский, брат герцога Брабантского», а стал именовать «ландграф и владыка Гессена» («landgravius, dominus Hassiae»)

## Правление

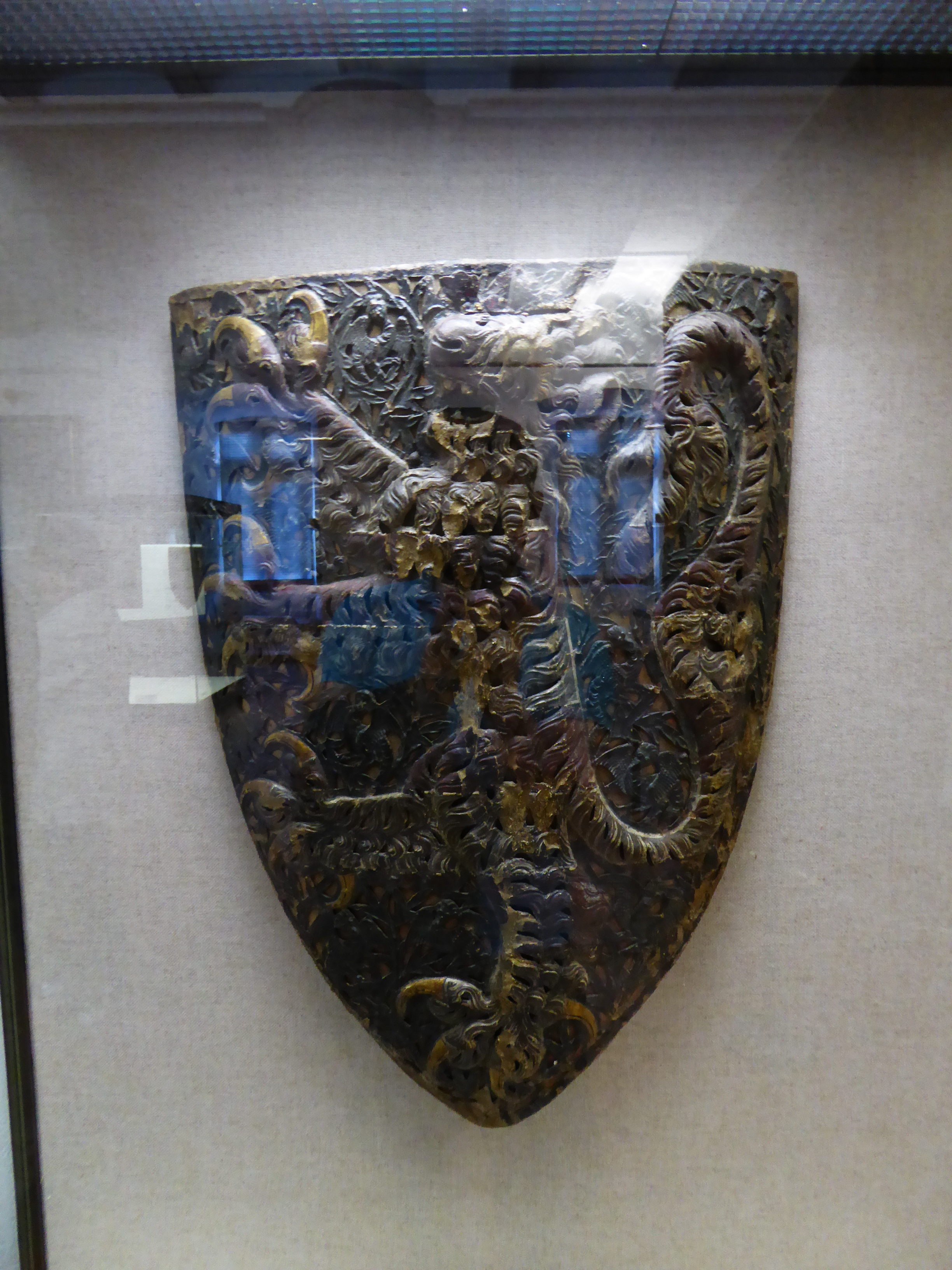
Щит Генриха Гессенского

Ланграфство Гессен с момента создания оказалось окружено сильными соседями, притом гессенские и негессенские земли часто располагались вперемешку. Поэтому Генрих I Дитя старался расширить границы Гессена. В 1265 году он купил у пфальцграфов Тюбингена Гиссен и часть графства Глейберг. После этого Хартрад V Меренберг, владевший замками Меренберг и Глейберг признал власть Генриха I. В 1261 году умер Генрих III Брабантский оставив малолетних детей. Генрих I Дитя пытался стать опекуном у своих племянников: Генриха IV Брабантского, а после его отречения Жана I Брабантского. Но 25 ноября 1279 Генрих I Дитя отказался от претензий на Брабант. Это было связано с новым конфликтом ландграфа Гессена и архиепископов Майнца.

### Отношения с архиепископами Майнца и королями
Генрих I Дитя договорился купить замки Наумбург и Вайдельберг на границе Вальдека, но архиепископ Майнца Вернер фон Эппштейн помешал этой сделке. Тогда Генрих I Дитя захватил Наумбург, Вайдельберг и Хайлигенберг, при этом сжёг Вайдельберг и повредив остальные замки. В ответ Вернер фон Эппштейн 21 мая 1273 года вновь наложил интердикт на Гессен и отлучил Генриха от церкви. Избранный 1 октября 1273 года королём Германии Рудольф Габсбург призвал Генриха I на свой суд. После того как Генрих I Дитя не явился Рудольф Габсбург подверг его 25 января 1274 года имперской опале. Желая избежать опалы Генрих предпринял ряд действий. Пытаясь уменьшить количество врагов Генрих I Дитя обручил свою дочь Матильду с Годфридом VI графом Цигенхайн, выступавшего как союзника архиепископа. В 1276 году Генрих I Дитя поддерживая Рудольфа Габсбурга выступил в поход против Пржемысла Отакара II. 4 июля 1277 года имперскую опалу с Генриха сняли, но война архиепископства и ландграфства продолжалась. Лишь после поражения при Фрицларе Вернер фон Эппштейн согласился пойти на примирение с Генрихом Гессенским. В сентябре и октябре 1282 года прошли арбитражи решившие ряд вопросов. А новые споры с преемником Вернера — Генрихом II фон Исни решались 17 августа 1286 благодаря личному вмешательству короля Рудольфа Габсбурга. При архиепископе Герхарде II отношения между Майнцем и Гессеном улучшились архиепископ 11 мая 1292 года передал ландграфу имперский замок Бойнебург вместе с городом Эшвеге. А германский король Адольф утвердил за Генрихом I Гессен как за наследственным имперским князем.

### Внутренняя политика
Генрих I Дитя очистил страну от разбойничавших рыцарей.
Генрих I Гессенский заботился о расширении и укреплении власти в двух частях ландграфства, которые были разделены землями других правителей. Центром Верхнего Гессена был город Марбург, где находилась гробница бабушки Генриха — святой Елизаветы. В замке Марбурга была расширенна княжеская резиденция с часовней и рыцарским залом. Также около 1290/1291 года в городе Марбург обосновались доминиканцы. В Нижнем Гессене Генрих старался укрепить город Кассель, сделав его вторым центром ландграфства. Генрих I основал свою резиденцию в Касселе. В Касселе старый замок (построенный Людовингами) около 1277 года был заменён новым зданием. Также был построен монастырь кармелитов. В 1297 году ландграфиня Мехтильда недалеко от города основала больницу Елизаветы для прокаженных.

### Внутрисемейные дела

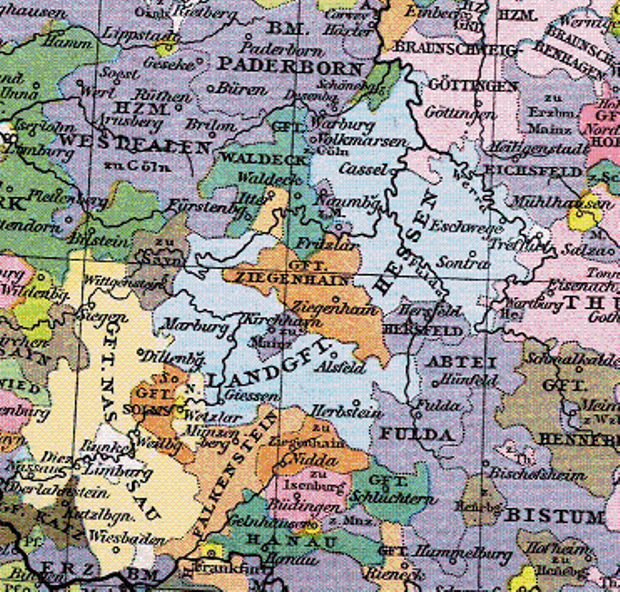
Ландграфство Гессен в 1400 году

В 1274 году умерла первая жена Генриха I Гессенского Адельгейда и он к 1276 году женился Мехтильде Клевской. И в том и в другом браки родились сыновья (в первом Генрих Младший и Отто, во втором Иоанн и Людвиг). Под влиянием Мехтильды Клевской Генрих I Дитя решил разделить землю между первенцами в каждом из браков (Генрихом Младшим и Иоанном), а двух других сыновей (Оттона и Людвига) сделать священниками. Ради Иоанна, которому предназначался Нижний Гессен, он активно совершал покупки в регионе стремясь расширить владения там Благодаря искусной дипломатии Генрих I Дитя в Нижнем Гессене у графов Витгенштейн, Вальдек и Дасселья, а также епископства Падерборн приобрёл Шартенберг, Гребенштейн, Трендельбург, Рейнхардсвальд и Ванфрид. Планами Генриха I Гессенского были недовольны его сыновья от первого брака, в основном Оттон. Не желая быть каноником в Вюрцбурге, Оттон  покинул этот пост  и вопреки воле своего отца решил жениться на Адельгейде, дочери графа Равенсбергского Оттона III. Оттон  вместе со своим старшим братом Генрихом Младшим и шурином Отто фон Вальдеком, объединились против Мехтильды. Конфликт перерастал в войну. 4 июля 1296 года король Адольф Нассау в Франкфурте утвердил раздел Гессена. После смерти Генрих I Гессенского его старший сын Генрих Младший получал большую часть Верхнего Гессена, небольшая часть Верхнего Гессена доставалась Оттону, а Нижний Гессен получал Иоанн. Недовольный  этим соглашением Оттон отказался подписать этот договор. При поддержке своего шурина Готфрида VI, графом Цигенхайнского Оттон начал боевые действия против отца. Генрих I Дитя обратился за помощью к Адольфу Нассаускому и вместе с королём в августе 1296 года осадил сына в замке Штауфенберг (вблизи Гиссена). Оттон вынужден был подчиниться. По Штауфенбергскому соглашению дети от старшего брака получали Верхний Гессен с Марбургом, а дети от второго брака Нижний Гессен с Касселем и Гуденсбергом. Но 23 августа 1298 Генрих Младший умер и соправителем, а также наследником Верхнего Гессена стал Оттон. В 1302 году Оттон узнав о смертельной болезни отца оповестил об этом Нижний Гессен. Но Генрих I Дитя поправился. Действия Оттона были расценны как недружественные и привели к столкновению между Генрихом и Оттоном.
Кроме трений с сыновьями у Генриха I Гессенского были споры с герцогом Альбрехтом II Брауншвейгским, но они были урегулированы королем Альбрехтом Габсбургом в 1306 году.

## Смерть и последствия

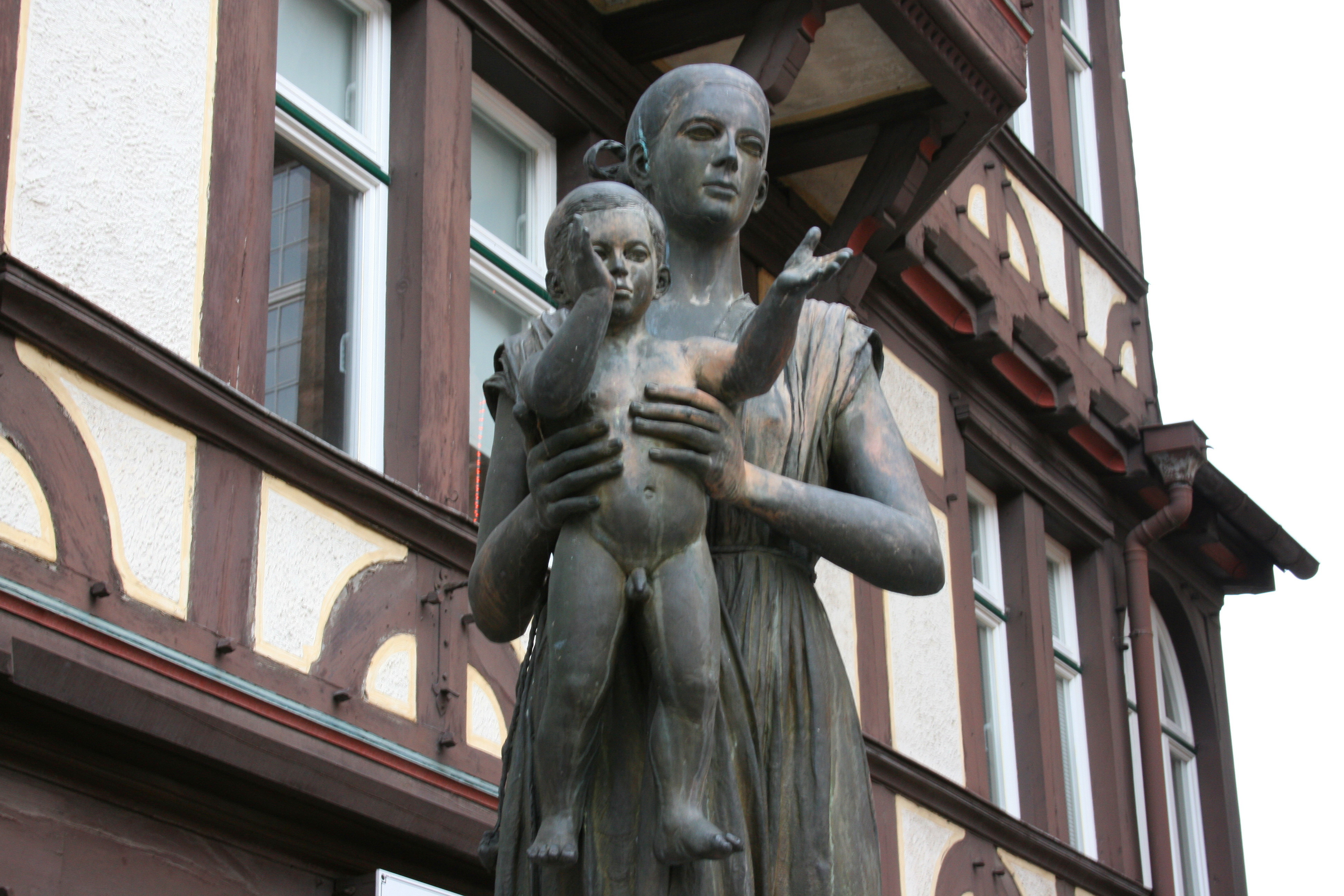
Софья Брабантская держит на руках Генриха Дитя. Автор Иван Теймер

Генрих I умер 21 декабря 1308 года в Марбурге. После его смерти сыновья Оттон I и Иоанн разделили Гессен. После смерть Иоанна в 1311 году Оттон серва объединил Гессен
В 1989 году в Марбурге поставили памятник изображавший Софью Брабантскую и её сына Генриха. 

## Семья

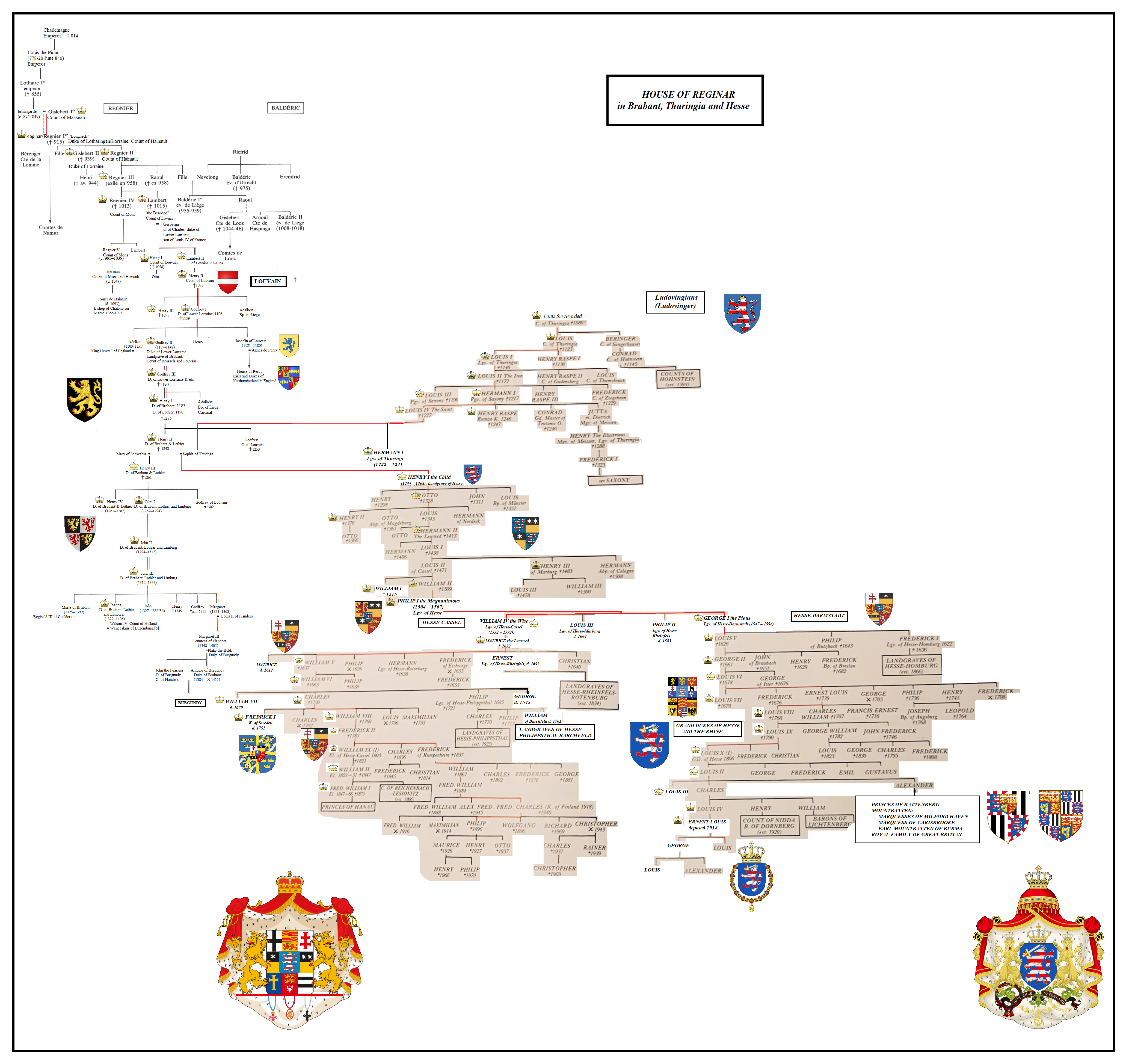
Генеалогическое древо предков и потомков Генриха

В 1263 году Генрих женился на Адельгейде Брауншвейг-Люнебугской (- 12 июня 1274), дочери Оттона I. Дети:
- София (около 1266[20]—1331), жена с 1276 года Оттона I, графа Вальдек[нем.]
- Генрих Младший (1264/1265—1298), с 1290 года муж Агнессы Баварской[21]
- Матильда (около 1267— после 1332), жена 1) с 29 июня 1283 года Готфрида VI, графа Цигенхайнского (-1304), 2) с 1310 года графа Филиппа III Фалькенштайн-Мюнценбергского[нем.][22]
- Адельгейда (около 1268—1315[23]/1317[22]), жена с 1284 года Бертольда VII, графа Хеннеберг
- Елизавета Старшая (1269/1270—1293), жена с 1287 года Иоанна I[болг.], графа Сайн-Спонхейм[22]
- сын (1270- около 1274)[22]
- Оттон I ( около 1272—1328) с 1308 ландграф Верхнего Гессена, с 1311 ландграф Нижнего Гессена. Предок разных линий Гессенского дома.

К 26 февраля 1276 года был заключен второй брак с Мехтильдой Клевской, дочерью Дитриха V/VII, графа Клеве:
- Елизавета Средняя (1276/1277—1306), жена 1) с 1290 года Вильгельма, герцога Брауншвейг-Вольфенбюттельского (1270—1292) 2) с 1294 года графа Герхарда V Эппштейнского[нем.][22].
- Агнес (около 1277—1335), жена бургграфа Иоанна I Нюрнберг-Цоллернского[22]
- Иоанн (около 1278—1311)[22], ландграф Нижнего Гессена
- Людвиг[нем.] (1283—1357), епископ Мюнстера с 1310[22]
- Елизавета Младшая (?—1308), жена с 1299 года Альберта II, графа Гориции-Лиенца[22]
- Катарина (?—1322), жена с 1308 Оттона IV, графа Орламюнде[22]
- Ютта (?—1317) жена с 1311 герцога Отто Брауншвейг-Геттингенского[22].

## Комментарии
1. ↑  Современное административное деление: Марбург, округ Гиссен, земля Гессен, Германия
2. ↑  А Генрих Дитя был обручен с сестрой Альбрехта Адельгейдой Брауншвейгской, на которой позже и женился
3. ↑  Брак был заключен в 1297 году